# Masdevallia gilbertoi
Masdevallia gilbertoi es una especie de orquídea epífita originaria del oeste de Sudamérica.

## Descripción
Es una orquídea de pequeño tamaño que prefiere el clima fresco, es de hábitos epífitas, con un delgado y negruzco ramicaule erecto que está envuelto basalmente por 2-3 vainas tubulares que llevan una sola hoja de color verde, erecta, apical, coriácea, largo peciolada, elíptica, subaguda a obtusa y que está estrechamente cuneada a continuación del pecíolo. Florece en el final del verano en una inflorescencia suberecta de 11 cm de largo. Esta especie se distingue por la cola larga hacia adelante del sépalo dorsal y las largas cola cruzadas de los sépalos laterales.

## Distribución y hábitat
Se encuentra en el departamento de Risaralda en Colombia sobre la Cordillera Occidental en elevaciones de 1400 a 2000 metros como epífita, en los árboles cubiertos de musgo.

## Cultivo
Se debe mantener la planta en sombra parcial. La planta puede ser cultivada en condiciones frías. Poner la planta en una maceta con corteza fina, musgo sphagnum o perlita. Regar con regularidad y mantenerla húmeda.